# Ruswil
Ruswil (gsw. Rusmu) – miejscowość i gmina w środkowej Szwajcarii, w kantonie Lucerna, w okręgu Sursee.

## Demografia
W Ruswil mieszkają 7 143 osoby. W 2021 roku 10,1% populacji gminy stanowiły osoby urodzone poza Szwajcarią. 

## Transport
Przez teren gminy przebiegają drogi główne nr 2a, nr 10, nr 362 i nr 364. 